# Giuseppe Bartolini
Giuseppe Bartolini (Viareggio, 6 giugno 1938) è un pittore italiano appartenente al movimento della Metacosa.

## Biografia
Inizia a dipingere intorno ai vent'anni e nel 1959 partecipa al premio Larderello. Diplomatosi al liceo artistico di Carrara si iscrive alla facoltà di architettura di Firenze, abbandonando gli studi dopo il biennio per dedicarsi esclusivamente alla pittura
.
Nel 1960 grazie al pittore Sandro Luporini, esponente della corrente artistica definita Realismo esistenziale, frequenta a Milano gli studi di pittori quali Giuseppe Banchieri, Giulio Scapaticci, Adolfo Borgognoni, Gianfranco Ferroni, Giovanni Cappelli, Giuseppe Martinelli, Sergio Saroni (a Torino), Giuseppe Guerreschi, Bepi Romagnoni oltre a quello di Sandro Luporini. Frequenta anche gli studi di Uliano Martini e Renzo Bussotti sia a Pisa che a Padova.
Nel 1960 partecipa alla Prima Mostra d'arte degli studenti italiani indetta dal settimanale VITA vincendone il primo premio e nel 1967, insieme ai pittori Sandro Martini e Luigi Piciotti, tiene la sua prima mostra a Milano nella galleria Il Milione.
Alla fine degli anni '70 partecipa alla fondazione del gruppo La Metacosa insieme ai pittori Gianfranco Ferroni, Sandro Luporini, Lino Mannocci, Giorgio Tonelli, Bernardino Luino, Giuseppe Biagi.
È stato segnalato da Franco Russoli (allora direttore della Pinacoteca di Brera) nel catalogo di Arte Contemporanea Bolaffi del 1968 e del 1972.
È stato presentato dallo scrittore Antonio Moresco alla "54a Esposizione Internazionale d’Arte della Biennale di Venezia, Padiglione Italia" con il quadro a olio Maggiolino VW. Ha esposto le sue opere in molte mostre personali e collettive italiane ed estere. Ha ricevuto molti premi e riconoscimenti da critici d'arte, giornalisti e scrittori (tra gli altri Philippe Daverio, Antonio Moresco, Marcello Venturoli, Camillo Langone, Marco Goldin, Emilio Tolaini, Franco Marcoaldi, Vittorio Sgarbi, Carla Benedetti, Franco Russoli).
Suoi quadri a olio si trovano presso le collezioni private di Marta Marzotto e Anna Magnani, e presso le collezioni pubbliche della provincia di Pisa (Macelleria, 1960), della Camera di commercio di Pisa, della Fondazione Cassa di Risparmio di Pisa presso Palazzo Blu (Orto Botanico e campanile e Orto botanico), della Banca popolare di Pisa e Pontedera (Orto Botanico e Pisa e Orto botanico e Battistero).
Negli anni '70 del secolo scorso collabora con la galleria Della Bezuga di Firenze e per tutti gli anni '80 è uno dei pittori della galleria Forni di Bologna
Vive e lavora a Pisa dal 1964.

## Mostre personali

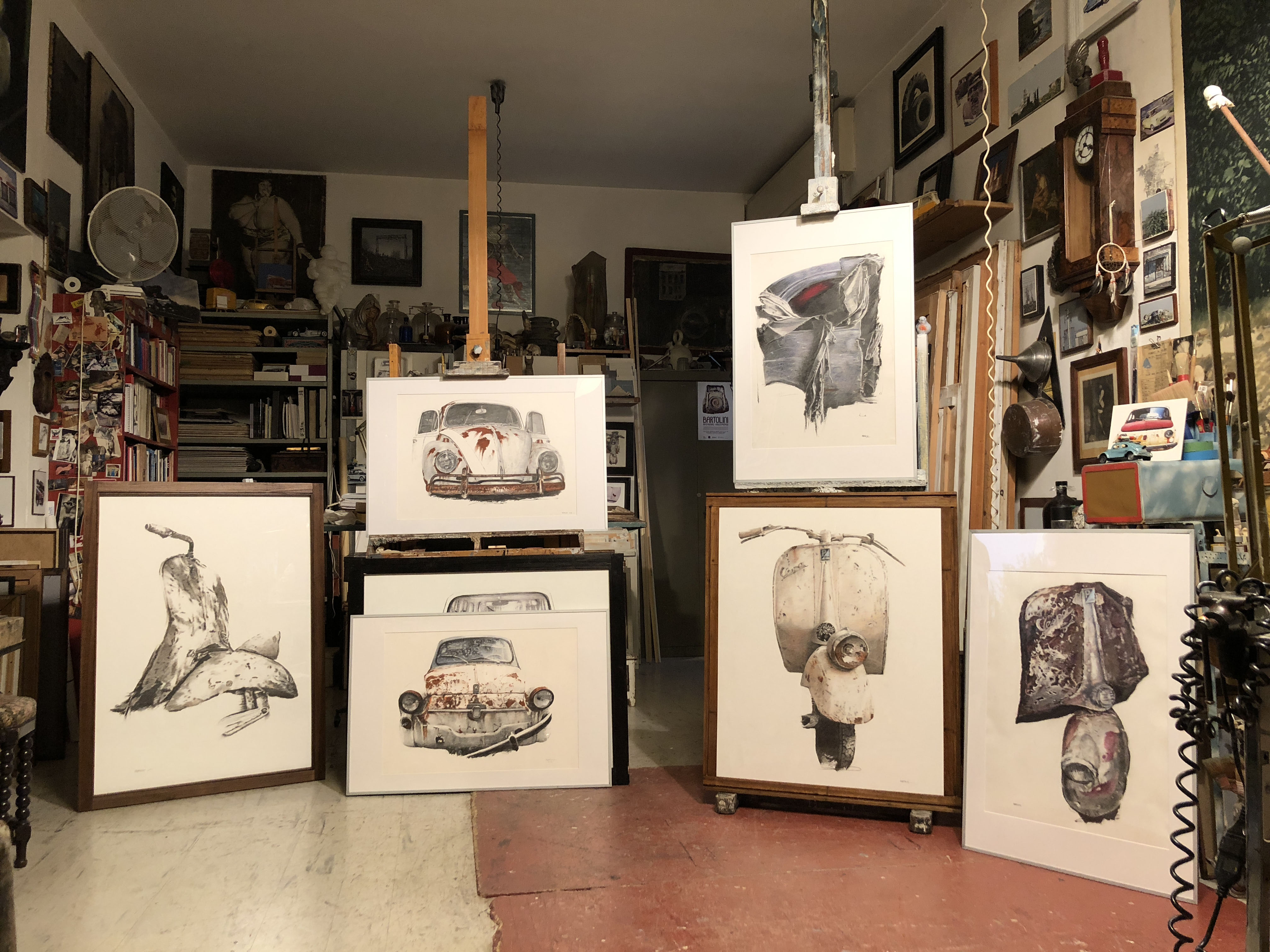
Lo studio di Bartolini con alcune sue recenti opere

- 1969 - Galleria Il Minotauro, Livorno
- 1969 - Galleria Fant Cagni, Brescia
- 1970 - Galleria Il Minotauro, Livorno
- 1971 - Galleria Cassiopea, Bari
- 1971 - Circolo Italsider, Piombino (Livorno)
- 1971 - Galleria Amaltea, Genova
- 1974 - Galleria il Fante di Spade, Roma
- 1976 - Galleria Santacroce, Firenze
- 1978 - La Soffitta, Galleria d’Arte Moderna, Casa del popolo, Colonnata, Firenze
- 1979 - Galleria il Fante di Spade, Milano
- 1980 - Galleria d’Arte Edi-Grafica, Pistoia
- 1980 - Galleria Blue Chips, Lucca
- 1981 - Galleria Davico, Torino
- 1981 - Galleria Krief-Raymond, Parigi
- 1982 - Galleria Forni, Bologna
- 1983 - Galleria del Corso, Latina
- 1983 - Galleria Palazzetto Allemanni, Montevarchi
- 1984 - Galleria Athena, Modena
- 1984 - Galleria il Catalogo, Salerno
- 1985 - Galleria Forni[9], Tokyo
- 1985 - Galleria La Chiocciola Arte Contemporanea, Padova
- 1990 - Galleria Nuages, Milano
- 1993 - Galleria Bensi, Milano
- 1996 - Saletta Allegrini, Pisa
- 1996 - Galleria Nuages[10], Milano
- 1998 - Palazzo Lanfranchi, Pisa, Antologica
- 1999 - Galleria Ceribelli, Bergamo
- 2000 - Saletta Allegrini, Pisa
- 2002 - Saletta Allegrini[11], Pisa
- 2006 - Galleria Ceribelli[12], Bergamo - Autoritratti in carrozzeria c/o Artigiani Fiorentini, Firenze
- 2017 - OCRA[13], Officina Creativa dell'Abitare, Via Boldrini 4, Montalcino, Siena
- 2019/2020 - Saletta Allegrini[11], Pisa
- 2019/2020 (Collettiva) - PALP, Pontedera[14]
- 2019/2020 (Collettiva) - Galleria Ceribelli, Bergamo